# Ivica Dragutinović
Ivica Dragutinović (en cirílic serbi: Ивица Драгутиновић) (Prijepolje, 13 de novembre de 1975) és un exfutbolista serbi, que jugà de defensa durant la dècada de 1990 i 2000.

## Palmarès

### Sevilla FC
- Copa de la UEFA (2005-06)
- Supercopa d'Europa (2006)
- Copa de la UEFA (2006-07)
- Copa del Rei (2006-07)
- Supercopa d'Espanya de futbol (2007)
- Copa del Rei (2009-10)